# District d'Anosibe An'ala
Le district de Nosy Be An'ala est un district de la région d'Alaotra-Mangoro, situé dans le Nord-Est de Madagascar.